# Kurunta

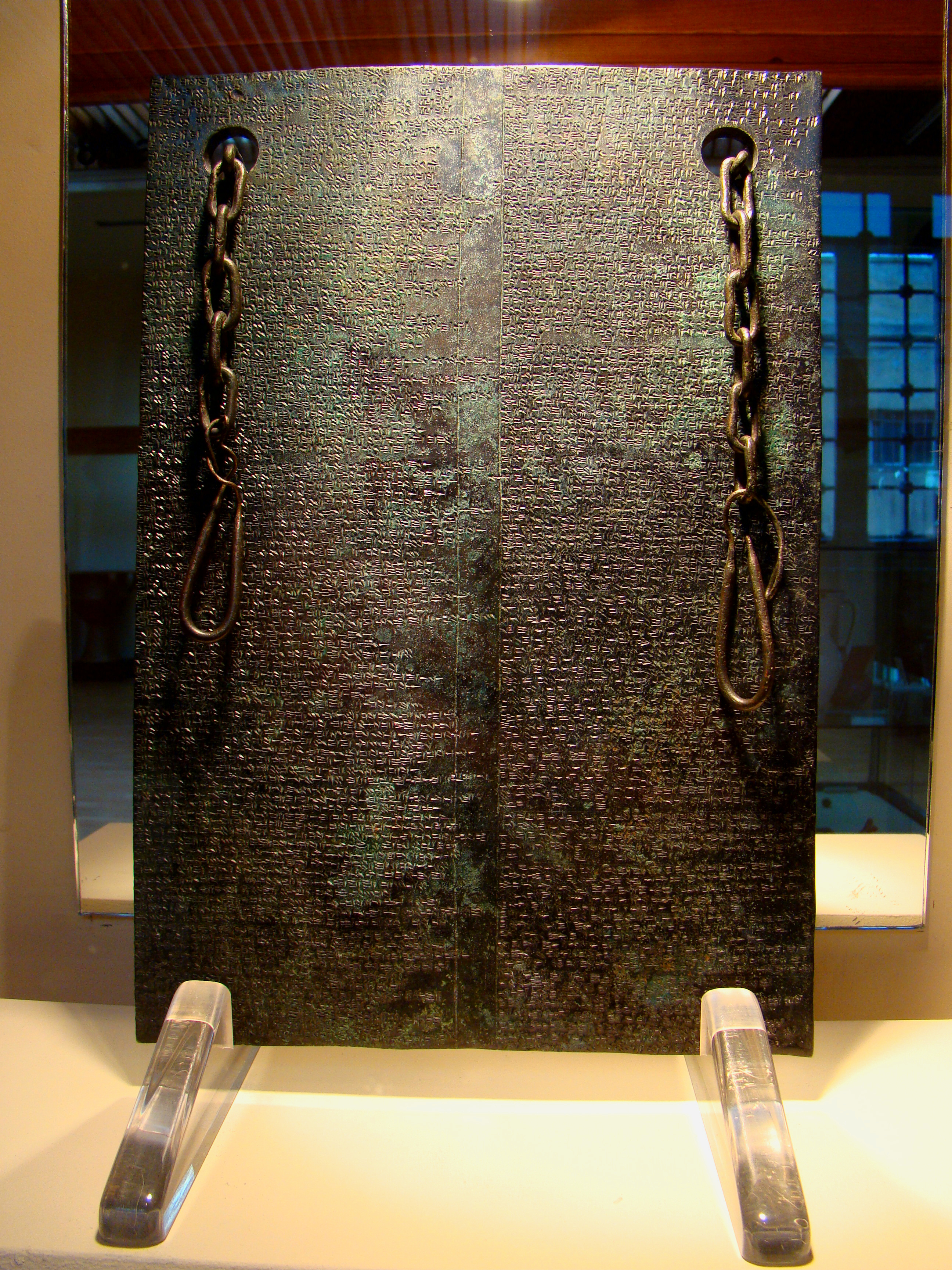
Tablette en bronze sur laquelle est inscrit le traité de paix entre Tudhaliya IV et Kurunta de Tarhuntassa,. (Musée des civilisations anatoliennes d'Ankara.)

Kurunta est un roi hittite du XIIIe siècle du royaume de Tarhuntassa qui est peut-être monté sur le trône du royaume hittite de 1228 à 1227 av. J.-C. environ (en chronologie courte). Il est frère cadet ou, plus vraisemblablement, fils de Muwatalli II et donc cousin de Tudhaliya IV.

## Nom
Le nom de naissance de ce roi est Ulmi-Teshub est d'origine hittite. Kurunta est son nom de règne, d'origine louvite (langue du sud de l'Anatolie). Ce nom est dérivé de celui d'une divinité protectrice anatolienne associée à des cerfs, dont le nom est noté par le sumérogramme LAMMA.

## Vie
Les sources de données sur la vie de Kurunta sont deux traités entre les rois Hittites et ceux de Tarhuntassa, dont un retrouvé sur une tablette de bronze découverte à Hattusa en 1986 ; la Lettre de Tawagalawa (en) ; de nombreux sceaux ; et une inscription sur pierre.
Le frère ainé de Kurunta, Mursili III, ayant été renversé par son oncle Hattusili III, Kurunta était fondé à réclamer le trône. Plus tard, la Lettre de Tawagalawa révèle un traité entre Kurunta et son cousin Tudhaliya IV, fils et successeur de Hattusili III. Afin d'apaiser son cousin, Tudhaliya IV lui accorda un fief dans la région de Tarhuntassa, en Asie mineure. Toutefois Kurunta ne semble pas s'en être satisfait : des sceaux royaux à son nom découverts à Hattusa semblent indiquer qu'il prit un temps le contrôle de cette ville. Cet événement n'est pas documenté par ailleurs aussi les conditions de la reconquête de la ville par le roi hittite ou un de ses successeurs ne sont pas claires. On a récemment découvert une inscription hiéroglyphique dans une forteresse louvite du sud de Hattousa qui décrit une attaque du roi Suppiluliuma II (autre fils de Tudhaliya IV) contre Tarhuntassa ; il y est question de la déportation de la population de Tarhuntassa, sans que l'on puisse dire si Suppiluliuma II régna sur cette ville. Peut-être s'agit-il d'une réponse au coup de force de Kurunta quelques années plus tôt. On ne sait pas si Kurunta survécut à ces événements.

## Lignage
L'arbre généalogique ci-dessous est une reconstruction possible, parmi d'autres, du lignage de la famille royale de l'empire hittite. La nomenclature des souverains, les liens de parenté demeurent obscurs par de nombreux aspects,,.